# Cal Matas Blanxart
Cal Matas Blanxart és una obra d'Olesa de Montserrat (Baix Llobregat) protegida com a Bé Cultural d'Interès Local.

## Descripció
Edifici entre mitgeres de planta baixa i dos pisos, amb coberta inclinada de teula ceràmica. A la part posterior hi ha un pati. La façana està organitzada en dues crugies. A la planta baixa hi destaca un gran portal de pedra i una finestra amb reix. Als pisos superiors hi ha dues obertures, cadascuna d'elles amb baranes de forja.

## Història
Segons dades cadastrals, l'any de construcció de l'edifici correspon al 1780, però la data que figura a la dovella central de l'arc de la porta d'entrada és 1635. A principis del segle xx, el 1925, la casa va ser reformada.